# هونورینو لاندا
هونورینو لاندا (انگلیسی: Honorino Landa; ۱ ژوئن ۱۹۴۲ – ۳۰ مهٔ ۱۹۸۷) بازیکن فوتبال اهل شیلی بود.
از باشگاه‌هایی که در آن بازی کرده‌است می‌توان به یونیون اسپانول اشاره کرد.
وی همچنین در تیم ملی فوتبال شیلی بازی کرده‌است.